# Ostreococcus tauri
Az Ostreococcus tauri a valódi zöldmoszatok (Chlorophyta) Mamiellophyceae osztálya Mamiellales rendje Bathycoccaceae családja Ostreococcus nemzetségének faja. A legkisebb ismert szabadon élő eukarióta (átlagos átmérője 0,8 μm). Ultraszerkezete egyszerű, genomja kicsi.
A globális óceáni pikoplankton gyakori fajaként fontos szerepe van a szénciklusban, és gyakran használ a külső fény észleléséhez fototropinokat. 2006-tól összehasonlító és funkcionális genomikai tanulmányokban is vizsgálták, mivel kis genomja és zöld színe miatt a kutatók érdeklődését felkeltette.

## Történet
Az Ostreococcus taurit 1994-ben fedezték fel Franciaországban a Thau-lagúna területén annak pikoplankton-populációjának áramlási citometria útján történő egyéves tanulmányozása során. Az O. tauri bizonyult a pikoplankton-populáció fő tagjának, és transzmissziós elektronmikroszkóppal képeket készítettek a legkisebb ismert szabadon élő eukarióta sejtekről. Ekkor a prazinofiton kládok közé sorolták a jellemző klorofilljai és a Chlorophyceae csoporttal rokon karotinoidjai alapján. Újabb rendszertanok a Mamiellaleshez hasonlóan az önálló Mamiellophyceae osztályba sorolják.
2007-ben az első krioelektron-tomográfiával vizsgált eukarióta sejt lett.

## Morfológia
A sejt közel gömbölyű (kokkoid), átlagos hossza 1, szélessége 0,7 μm. Ultraszerkezete igen egyszerű: nincs sejtfala vagy ostora, és 1 sejtmagja, 1 mitokondriuma, 1 kloroplasztisza, 1 peroxiszómája és 1 Golgi-készüléke van. Tubuláris és lapos cristái egyaránt vannak, köztük kapcsolatokkal. Plasztisza nagyobb, mint sejtmagja, 3 tilakoidmembránja összekapcsolódik.

## Ökológia
Az Ostreococcus tauri sejtgyakoriság alapján a dél-franciaországi Thau-lagúna leggyakoribb algája. Ennek oka feltehetően az intenzív puhatestű-tenyésztésre való használat és a lagúna magas réztartalma. Előbbi a kisebb sejteknek (pikoplankton) kedvez: a szűrögető puhatestűek elsősorban nagyobb eukarióta algákat és kisebb algák predátorait eszik. A réztartalom a cianobaktériumoknak hátrányos, mivel az O. tauri feltehetően jobban alkalmazkodik „kedvezőtlen körülményekhez”. A magas réztartalom okai feltehetően a környező borültetvényekben használt vegyületek.

## Modellszervezetként
Már 1998-ban jó modellszervezet-jelöltként azonosították Courties  et al. például sejtosztódás vizsgálatához vagy genomszekvenáláshoz.

## Rejtett ivarosság
A laboratóriumban tenyésztett O. tauri haploid. Bár nem ismert ivaros életciklusa, a rejtett ivarosságot bizonyítja a meiózis alapvető génjei expressziója. A genetikai rekombináció által magyarázott ivari cserék előfordulhatnak, de ritkák. Ezenkívül homológ rekombinációval hatékonyan el tud távolítani idegen DNS-t.

## Genomika
2006-ban Derelle  et al. szekvenálták genomját. Magi genomja 12,56 Mbp hosszú, 20 kromoszómából áll, génsűrűsége különösen nagy, és kevés introntartalmú génje van. 2 kromoszómában vannak különös jellemzők a GC-tartalom vagy az intronszerkezet tekintetében, ezek a 2. és a 19. kromoszóma. Más Mamiellales-fajok szekvenálása hasonló különleges kromoszómákat mutatott ki például az Ostreococcus lucimarinus, Micromonas pusilla Bathycoccus prasinos fajokban. Mitokondriális genomja 44 237 bp hosszú és 65 génből áll, ptDNS-e 71 666 bp hosszú, és 86 génes.
Eredetileg 14 kromoszómából állóként írták le genomját, de 2006-ra ismertté vált, hogy 20 kromoszómája van összesen közel 8000 génnel és 33 fg tömeggel.
Számos növényspecifikus génje van, de redundanciája alacsony, kevés ismétlődő szakasszal és transzpozonnal.

## Evolúció
A nyílt tengeri baktériumokhoz (például SAR11 és Prochlorococcus) hasonló sejtméret- és genomcsökkenést mutat.

## Fordítás
Ez a szócikk részben vagy egészben  az   Ostreococcus tauri című angol Wikipédia-szócikk ezen változatának fordításán alapul.  Az eredeti cikk szerkesztőit annak laptörténete sorolja fel. Ez a jelzés csupán a megfogalmazás eredetét és a szerzői jogokat jelzi, nem szolgál a cikkben szereplő információk forrásmegjelöléseként.